# Parafia św. Jerzego w Starej Kościelnicy
Parafia św. Jerzego w Starej Kościelnicy – parafia rzymskokatolicka w diecezji elbląskiej. Erygowana około 1400 roku, reerygowana w 1986 roku.
Na obszarze parafii leżą miejscowości: Stogi, Stara Kościelnica, Kapustowo, Kościeleczki ZR. Tereny te znajdują się w gminie Miłoradz i gminie Malbork, w powiecie malborskim, w województwie pomorskim.
W XVII i XVIII wieku parafia w Starej Koscielnicy była związana unia personalną z parafią w Miłoradzu. Od XIX wieku Stara Kościelnica była częścią parafii w Gnojewie. Reerygowanie parafii, wydzielonej z parafii Gnojewo i parafii św. Józefa w Malborku-Kałdowie nastąpiło 1 sierpnia 1986 roku.
Kościół w Starej Kościelnicy został wybudowany w stylu gotyckim w XIV wieku. Posiada płaski, drewniany strop, ołtarz główny i ołtarze boczne z XVII wieku oraz ambonę z XVIII wieku.
W latach 1987–1988 wybudowano w Stogach kaplicę pw. św. Wincentego à Paulo, poświęconą w 1989 roku.

## Proboszczowie
- 1986–1987 – ks. kan. Jerzy Pobłocki
- 1987–1989 – ks. Andrzej Jarosz
- 1989–2021 – ks. kan. Marek Duda
- 2021–2024 ks. Tomasz Szramowski
- ks. Piotr Szafrański (2024– )[1]